# Ахја
Ахја (ест. Ahja jõgi) река је у Естонији која протиче југоисточним делом земље. Десна је, и највећа притока реке Емајиги и део басена Финског залива Балтичког мора.
Укупна дужина водотока је 103,4 km, док је површина сливног подручја 1.074,3 km². Свој ток започиње као отока језера Ераствере на андморској висини од 87 метара. Укупан пад корита је 87 метара, односно у просеку око 0,92 метра по километру тока.